# Ordre du Timor oriental

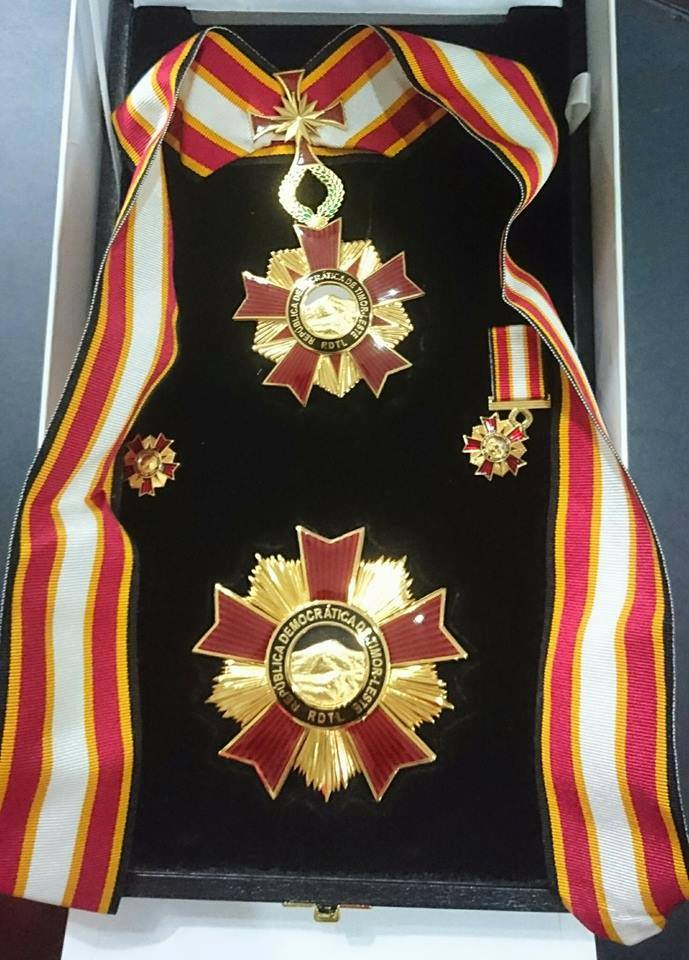

L’ordre du Timor oriental (Ordem de Timor-Leste) est un ordre honorifique et militaire fondé en 2009.

## Historique
C'est la plus grande décoration civile décernée au Timor oriental.
Fondée en 2009, l'ordre a été créé  pour reconnaître les actions exemplaires et les services rendus pour le Timor oriental. Il est d'une nature plus générale et plus large que les ordres originaux liés à l'indépendance du Timor oriental. L'ordre reconnaît les contributions des Est-timorais et de ressortissants étrangers qui ont apporté une contribution significative au Timor oriental.

## Critères
L'Ordre du Timor-Leste reconnaît des actes tels que:
- Mérite exceptionnel tout dans l'exercice de fonctions militaires ou dans le commandement des forces armées
- Actes d'héroïsme, à la fois militaires et civiles
- Actes exceptionnels de sacrifice ou d'abnégation pour le bien du pays ou d'autres
- Service distingué dans l'accomplissement de tâches liées à l'administration publique, dans la magistrature ou la diplomatie
- Mérite culturel, en particulier dans les domaines de la littérature, la science, l'art, ou de l'éducation
- Services pertinents fournis pour aider à la dignité de l'homme ou de la défense de la cause de la liberté
- Tous les travaux publics ou privés qui démontrent l'altruisme et d'abnégation pour le bien de la communauté
- Service distingué dans le domaine du sport

Le président du Timor oriental peut présenter l'Ordre du Timor Oriental de sa propre initiative, par la proposition de l'Assemblée nationale, ou par une proposition du Conseil des ministres. Le ministre de la Défense et de la Sécurité et le chef d'état-major de l'armée est consulté lors de l'ordre doit être présenté à des Timorais ou à des militaires étrangers. Le ministre de la Défense et de la Sécurité et le commandant général de la Police nationale du Timor-Leste est consulté chaque fois que l'ordre doit être présenté à Timorais ou membres étrangers des forces de police. Le ministre des Affaires étrangères est consulté à chaque fois que l'ordre doit être présentée à un étranger.

## Structure
L'Ordre du Timor Oriental est présenté en quatre catégories :
- Grand-Croix
- Croix
- Médaille
- Insigne

Chaque grade ne peut être accordé une fois sur la même personne. La Grand-Croix est accordé exclusivement à des chefs d'État.
À la fin de leur mandat les personnes qui ont servi en tant que président de la République ont le droit d'être décoré de la Grande-croix de l'Ordre du Timor-Leste. Le collier est accordé le jour suivant l'installation du prochain Président de la République.
La médaille de l'ordre peut également être accordée aux collectivités, aux institutions, des diplomates, des forces et des unités de police et des unités militaires. La médaille est accordée à des entités jugées dignes de reconnaissance par le biais d'un rapport officiel du Conseil des ministres.

## Personnes décorées
- Fidel Castro
- Joko Widodo
- Peter Cosgrove
- Angus Houston
- Duarte Pio de Bragança
- UNPOL
- MINUT
- Samora Machel
- Noam Chomsky